# Rivoluzione iraniana
La Rivoluzione iraniana (in persiano انقلاب ایران‎, Enqelâb-e Irân), conosciuta anche come Rivoluzione islamica (in persiano انقلاب اسلامی‎, Enqelâb-e Eslâmī) o Rivoluzione khomeinista , fu una serie di sconvolgimenti politici e sociali, avvenuti nel periodo 1978-1979 in Iran, che trasformò la monarchia del Paese in una repubblica islamica sciita, la cui costituzione si ispira alla legge coranica (shari'a).

## Storia

### Le cause
Il regime repressivo dello scià Mohammad Reza Pahlavi conobbe negli anni 1970 un'ulteriore involuzione. Nel tentativo di fare dell'Iran la potenza principale del Medio Oriente, lo scià accentuò il carattere nazionalista ed autocratico del suo regno, impegnando la maggior parte delle risorse economiche del Paese nella costruzione di un potente e modernissimo esercito e nell'autocelebrazione della monarchia. La sua politica di modernizzazione della società, in particolare la cosiddetta Rivoluzione bianca, gli valse anche la crescente ostilità del clero sciita, che pure lo aveva sostenuto nel 1953 nella crisi che lo aveva contrapposto al Primo Ministro nazionalista Mohammad Mossadeq. Lo scià alternò istanze modernizzatrici a spietate repressioni, impose alle donne di togliersi il velo senza concedere loro il voto, le ammise all'università di Teheran senza abolire i privilegi maschili in fatto di diritto matrimoniale e familiare, sostenne le moderne scuole laiche senza imporre la chiusura delle madrase del Paese, a partire dalla città santa di Qom.
Quest'ambivalente politica si espresse quindi in una modernizzazione appena abbozzata, superficiale e soprattutto ristretta ad una fascia molto limitata della popolazione. Tutto ciò aumentò il potere dell'esercito, veicolo di istruzione e di alfabetizzazione, che fu rafforzato e riorganizzato per svolgere un ruolo di sostegno alla politica del sovrano.
L'Iran aveva infatti ottenuto dagli Stati Uniti d'America (che necessitavano nella zona di un nuovo "poliziotto" dopo il ritiro del Regno Unito dal Golfo Persico) l'assenso per l'acquisto di ogni tipologia di armamento, ad eccezione di quelli atomici, e i sontuosi festeggiamenti per i 2500 anni della monarchia persiana nel 1971 costarono alle casse dello Stato 250 milioni di dollari. Al crescente malcontento della popolazione, le cui condizioni di povertà si erano aggravate negli ultimi anni, il sovrano decise di rispondere con la forza. Negli anni settanta la polizia segreta (SAVAK) compì arresti in massa, migliaia di cittadini vennero torturati e molti (si stima circa 7000) vennero uccisi. Nel 1975 lo scià dichiarò illegali tutti i partiti politici, dissolvendo di fatto ogni forma di opposizione legale e favorendo la nascita di movimenti clandestini di resistenza.

### La rivoluzione
Tutte le forze di opposizione al monarca - di ispirazione religiosa, nazional-liberale e marxista - si riunirono intorno alla figura carismatica dell'Ayatollah Ruhollah Khomeyni, confinato in esilio, prima a Najaf, in Iraq, poi a Neauphle-le-Château, vicino Parigi, per aver apertamente criticato lo scià fin dal 1963. Le proteste di massa iniziarono nel gennaio 1978, proprio in reazione ad un articolo della stampa di regime, pubblicato sul quotidiano Eṭṭelāʻāt, che dileggiava l'Ayatollah Khomeyni avviando una spirale di manifestazioni di protesta che portarono al blocco del Paese.
A guidare la guerriglia furono all'inizio i Fedayyin-e khalq ("volontari del popolo") d'ispirazione islamo-marxista, che presto decisero di unirsi ai mujaheddin islamici per coinvolgere nella lotta sempre più ampi strati della popolazione ed allargare così le basi della protesta. Le forze di sinistra ritennero erroneamente di poter gestire e limitare il potere del clero in un paese ormai laico e moderno, dove l'applicazione della shari'a sembrava un'ipotesi lontana dal potersi effettivamente realizzare, ma il clero sciita divenne in breve tempo l'unico riferimento della rivolta esautorando i gruppi di ispirazione politica.
Il 19 agosto del 1978 circa 430 persone persero la vita nella città di Abadan, a causa di un incendio di origine dolosa scoppiato all'interno del cinema "Rex".  La strage venne inizialmente attribuita allo Scià e alla SAVAK, la polizia segreta del regime, mentre in realtà, come sostenuto dallo storico inglese M. Axworthy, «negli anni successivi prove e indagini dimostrarono che il responsabile era stato un gruppo radicale islamico collegato ad alcuni ulema». L'8 settembre un gruppo di manifestanti di matrice islamica si riunì in strada non rispettando il coprifuoco e venne represso dalla polizia. I mullah sfruttarono questo avvenimento per accrescere il malcontento della popolazione. Essi inventarono un numero di vittime esageratamente alto e sparsero sulla strada un grande numero di scarpe, per far sembrare che gli agenti del SAVAK avessero tolto velocemente i cadaveri dalla strada. La rivolta divenne allora inarrestabile.
Khomeyni dal suo esilio parigino incitava alla rivoluzione, attraverso messaggi registrati su audiocassette che venivano diffuse in tutto il Paese, mentre lo scià compiva l'ultimo disperato tentativo di salvare il suo trono mediante la nomina, nei primi giorni del 1979, del nazionalista Shapur Bakhtiar a primo ministro, il quale accettò a condizione che il sovrano lasciasse temporaneamente il Paese. Inoltre a livello internazionale, durante la Conferenza di Guadalupe fu deciso dagli Americani di ritirare l'appoggio al loro alleato iraniano e lo invitarono ad abbandonare quanto prima l'Iran. Reza Pahlavi partì quindi il 16 gennaio 1979 per il Marocco, ma la popolazione, seppure entusiasta per l'avvenimento, non cessò la lotta, considerando la partenza dello scià un'ulteriore prova della debolezza e dell'imminente crollo della monarchia.
Bakhtiar concesse la libertà di stampa, indisse libere elezioni e bloccò la fornitura di petrolio a Israele e Sudafrica, ma Khomeyni non riconobbe il suo governo e annunciò il prossimo ritorno in patria, che avvenne il 31 gennaio 1979. Le manifestazioni a favore dell'ayatollah si moltiplicavano, e il 5 febbraio Khomeyni nominò un proprio primo ministro, l'ingegnere laico nazionalista Mehdi Bazargan. La presenza di un doppio Governo, uno di nomina imperiale, l'altro fedele al leader della rivoluzione, non durò a lungo. Il 9 febbraio, in una base dell'aviazione a Teheran, scoppiarono degli scontri tra i cadetti e delle truppe della Guardia imperiale. In risposta Bakhtiar decretò, tra il 10 e l'11 febbraio, il coprifuoco notturno, che però fu ignorato dai rivoluzionari. Di fronte a questa situazione, le autorità militari, indebolite da numerose diserzioni, annunciarono, per bocca del Capo di Stato maggiore Abbas Qarhabaghi, la neutralità nella lotta tra Governo imperiale e Governo rivoluzionario. Bakhtiar fuggì, trovando asilo a Parigi.

### La repubblica islamica
Khomeyni, capo del consiglio rivoluzionario, assunse di fatto il potere, sebbene Mehdi Bazargan fosse stato nominato alla carica di primo ministro provvisorio. Mentre gli uomini del vecchio regime venivano sommariamente processati e giustiziati a centinaia dai tribunali rivoluzionari guidati dall'ayatollah Sadegh Khalkhali, il 30 marzo un referendum sancì la nascita della Repubblica Islamica dell'Iran con il 98% dei voti; vennero banditi bevande alcoliche, gioco d'azzardo e prostituzione, iniziarono le persecuzioni contro gli omosessuali (il quale reato divenne punibile con l'esecuzione capitale alla quarta infrazione per quanto riguarda il ruolo dell'attivo), la pena di morte per lo stupro e l'adulterio e per chiunque assumesse comportamenti non conformi alla shari'a, e venne imposto alle donne di coprire braccia e gambe con abiti non succinti, e di coprire il capo con un velo, nascondendo rigorosamente i capelli.
La nuova costituzione prevedeva l'esistenza parallela di due ordini di poteri: quello politico tradizionale rappresentato dal Presidente della Repubblica e dal Parlamento, a cui furono riservati compiti puramente gestionali, e quello di ispirazione religiosa affidato a una Guida Suprema (faqih) coadiuvata da un Consiglio dei Saggi (velayat-e faqih), a cui fu demandato l'effettivo esercizio del potere e che riconosceva nell'Islam e non nelle istituzioni il vertice dello Stato. Venne istituito anche il Corpo delle Guardie della rivoluzione islamica (pasdaran). Tra le prime decisioni del Consiglio ci fu l'avvio di massicce espropriazioni e nazionalizzazioni che cambiarono radicalmente la struttura economico-produttiva dell'Iran. Di pari passo con l'islamizzazione del Paese si ruppe l'unità del fronte rivoluzionario ed iniziarono gli scontri tra le sue varie componenti.

### La crisi degli ostaggi dell'Ambasciata americana a Teheran

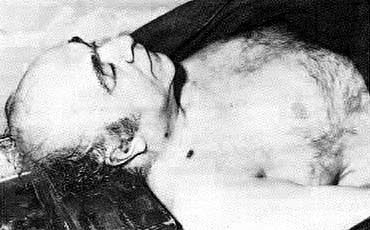
Cadavere dell'ex primo ministro iraniano Amir-Abbas Hoveyda, ucciso durante la rivoluzione

Intanto lo scià, che da tempo era malato di cancro, fu accolto negli USA per curarsi, ma il nuovo potere iraniano, temendo che ciò potesse preludere a un accordo per un intervento americano allo scopo di rimettere sul trono Reza Pahlavi (come già successo nel 1953 al tempo del colpo di Stato sostenuto dalla CIA contro Mohammad Mossadeq), chiese l'estradizione del vecchio sovrano. Gli USA rifiutarono, e ciò innescò manifestazioni di protesta anti-americane da parte degli studenti universitari. Il 4 novembre 1979 alcune centinaia di essi, ignorando le prerogative diplomatiche, penetrarono nell'ambasciata americana a Teheran e presero in ostaggio 52 diplomatici e funzionari.
Il 25 aprile 1980 il presidente statunitense Carter ordinò un'azzardata operazione di salvataggio (Operazione Eagle Claw), che però finì disastrosamente con la morte di otto militari statunitensi. La vicenda si concluse nel gennaio 1981 con la liberazione degli ostaggi in cambio della fornitura di armi da parte della nuova amministrazione Reagan al regime iraniano impegnato nella guerra contro l'Iraq, anch'esso finanziato e armato dagli USA. Questa guerra tenne impegnati i due paesi dal settembre 1980 fino all'agosto 1988.
Dopo 8 anni dallo scoppio delle ostilità e con una stima approssimativa di oltre 1 milione di vittime (soprattutto civili a causa dei massicci e feroci bombardamenti) Iran ed Iraq, ormai ridotti allo stremo, accettarono la risoluzione n. 598 dell'ONU con la sua proposta di cessazione delle ostilità con i termini di uno status quo. L'Iran però dovette aspettare il dicembre del 1990, alla vigilia della guerra del Kuwait, per ritornare in possesso dei territori occupati dall'Iraq durante la guerra.

## Ideologia
L'ideologia del governo rivoluzionario era nazionalista e, soprattutto, sciita islamica. La sua costituzione unica si basava sul concetto di velayat-e faqih, l'idea avanzata da Khomeini che i musulmani — in realtà tutti — richiedano "tutela", sotto forma di regola o controllo da parte del leader giurista o dei giuristi islamici. Khomeini ha servito questo ruolo da giurista, o capo supremo, fino alla sua morte nel 1989.
La rapida modernizzazione dell'Iran verso l'economia capitalistica è stata sostituita da politiche economiche e culturali populiste e islamiche. Molte industrie sono state nazionalizzate, le leggi e le scuole islamizzate e le influenze occidentali vietate. La rivoluzione islamica ha anche creato un grande impatto in tutto il mondo. Nel mondo non musulmano ha cambiato l'immagine dell'Islam, generando molto interesse per la politica e la spiritualità dell'Islam, insieme a "la paura e la diffidenza verso l'Islam" e in particolare verso la Repubblica islamica e il suo fondatore.